# كفري عن خطيئتك (فلم)
كفري عن خطيئتك، فيلم مصري من إنتاج عام 1933.

## قصة الفيلم
عائلة هندية مؤلفة من ثلاثة أشخاص، والد وابن والابنة (ماهاتا جومى)، يحس الأب بمرض في أعصابه، ينصحه الأطباء بالحضور إلى مصر لتتحسن صحته، تتعرض الفتاة إلى حادث ينقذها منه شاب مصري فتتعلق به دون أن يدرى أبوها وأخوها السكير العربيد، الذي يسعى لخطبة أخته لرجل ثرى، تهرب الفتاة من محاولة شقيقها وخطيبها في حجبها عن الشاب المصري، تستنجد به من عذاب تسببه لها أسرتها، يموت أبوها دون أن تدرى، بينما يبحث عنها خطيبها الهندي، حتى يهتدى لمكانها في الإسكندرية، ويعود بها إلى القاهرة أثناء غياب صلاح، ويطلب منها أن تكفر عن خطيئتها وتظهر لها روح أبيها، فتتناول السم، يدخل صلاح إليها في اللحظة الأخيرة بعد موتها.

## الممثلون
- عزيزة أمير
- زكي رستم
- محمود صلاح الدين
- زينب صدقي
- توفيق المردنلي

## وصلات خارجية
- مقالات تستعمل روابط فنية بلا صلة مع ويكي بيانات
- صفحة الفيلم على موقع السينما